# محمد مهدي الجواهري
محمد مهدي الجواهري (26 يوليو 1899م – 27 يوليو 1997م): شاعر عربي عراقي، يُعد من بين أفضل شعراء العرب في العصر الحديث. تميزت قصائده بالتزام عمود الشعر التقليدي.
نشأ الجواهري في النجف، في أسرة أكثر رجالها من المشتغلين بالعلم والأدب. ودرس علوم العربية وحفظ كثيرًا من الشعر القديم والحديث ولاسيما شعر المتنبي. أشتغل بالتعليم في فترات من حياتهُ، وبالصحافة في فترات أخرى، فأصدر جرائد «الفرات» ثم «الانقلاب» ثم «الرأي العام»، أول دواوينه «حلبة الأدب» 1923م وهو مجموعة من المعارضات لمشاهير شعراء عصره كأحمد شوقي وإيليا أبي ماضي ولبعض السابقين كلسان الدين بن الخطيب وابن التعاويذي. ثم ظهر لهُ ديوان «بين الشعور والعاطفة» 1928، و«ديوان الجواهري» (1935م و1949م - 1953م، في ثلاثة أجزاء).
يتصف شعر الجواهري بمتن النسج في إطناب ووضوح وبخاصة حين يخاطب الجماهير[وفقًا لِمَن؟]، لا يظهر فيه تأثر بشيء من التيارات الأدبية الأوروبية وتتقاسم موضوعاته المناسبات السياسية والتجارب الشخصية، وتبدو في كثير منها الثورة على التقاليد من ناحية، وعلى الأوضاع السياسية والاجتماعية الفاسدة من ناحية أخرى.[بحاجة لمصدر] عاش فترة من عمره مُبْعَدًا عن وطنه، وتوفي بدمشق عام 1997م عن عمر ناهز الثامنة والتسعين عامًا.

## السيرة الذاتية

### ولادته ونشأته

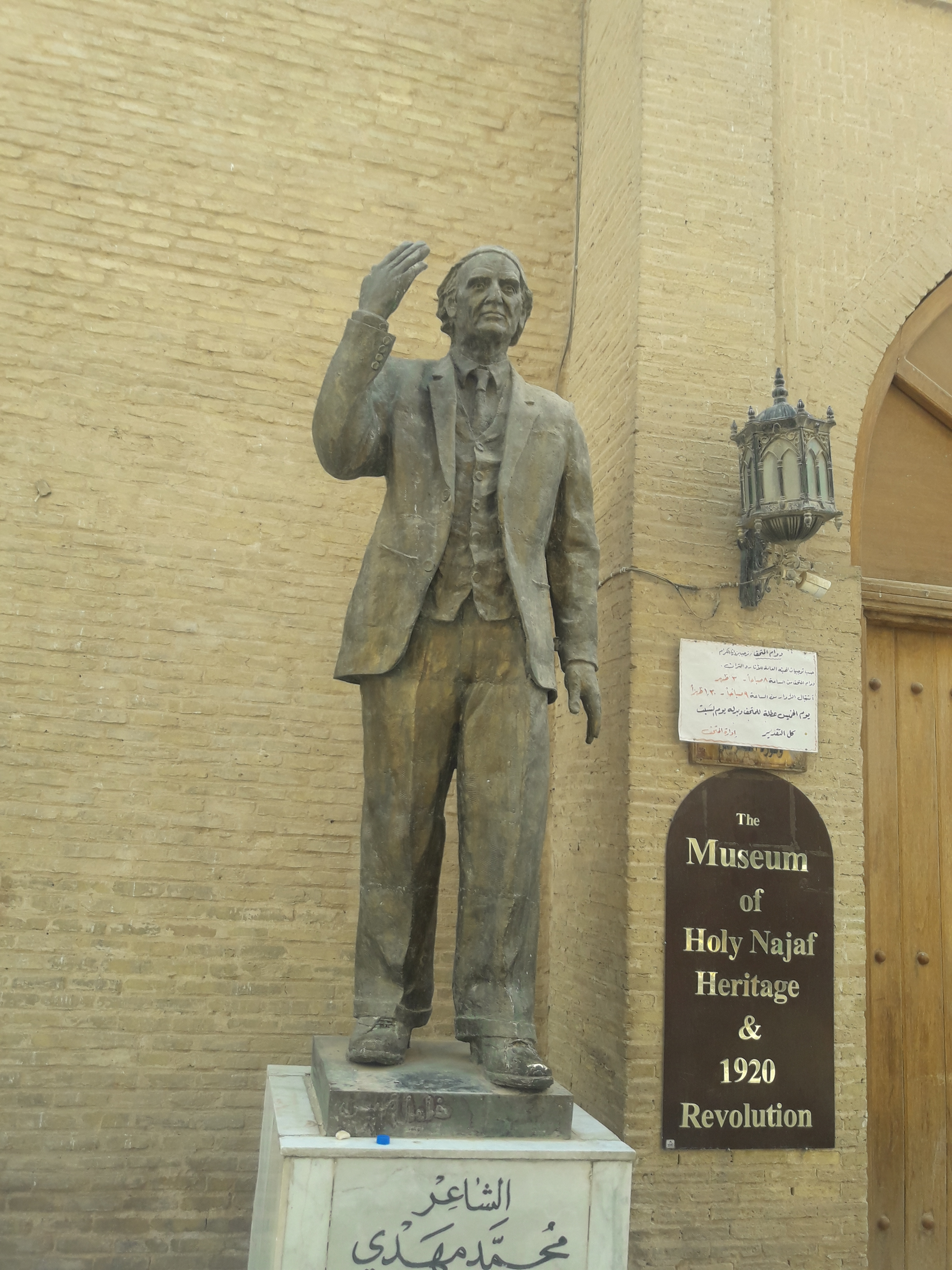
تمثال الجواهري في خان شيلان في النجف.

وُلِدَ الجواهري في النجف في 26 يوليو/تموز من عام 1899م، من أسرةٍ ذات سُمعة ومقام بين الأوساط النجفية الدينية والأدبية. وكان أبوه الشيخ عبد الحسين عالمًا من علماء النجف، وقد ألبس لابنه الذي بدت عليه مخايل الذكاء والمقدرة على الحفظ -أن يكون عالمًا- عباءة العلماء وعمامتهم وهو في سن العاشرة، وينحدر من أسرة نجفية محافظة عَريقة في العلم والأدب والشعر تعرف بآل الجواهري، نسبةً إلى مؤسسها، الذي يدعى الشيخ محمد حسن صاحب الجواهر، وقد ألف الأخير كتابًا في الفقه واسم الكتاب «جواهر الكلام في شرح شرائع الإسلام». ومن هنا لُقِبَ بالجواهري، وكان لهذه الأسرة في النجف مجلس عامر بالأدب والأدباء يرتاده كبار الشخصيات الأدبية والعلمية. وكان والده حريصًا على إرساله إلى المدرسة وأن يُدرَّس من أساتذة كبار يعلمونه أصول النحو والصرف والبلاغة والفقه. ويذكر أنه أشترك في ثورة العشرين ضد السلطات البريطانية. وأول مجموعة شعرية له وهو في الخامسة والعشرين من العمر، كانت تحت عنوان "خواطر الشعر في الحب والوطن والمديح" تبعه إصدار أول ديوان شعري في عام 1928م بين الشعور والعاطفة.

### البلاط الملكي
عمل الجواهري لفترة قصيرة في البلاط الملكي بعد تتويج الملك فيصل الأول ملكًا على العراق، وقدم استقالته منه، ويعلل ذلك بقصيدته «جربيني» وذلك لما فيها من تحدٍّ للمجتمع والعادات آنذاك، وبعد ذلك دخل إلى عالم الصحافة، وأسس جريدة الفرات، التي أغلقتها الحكومة، ولم يستطع إعادة فتحها؛ فتوجه الجواهري إلى سلك التعليم وعمل معلمًا في المدارس والثانويات في عدة مدن منها بغداد والبصرة والحلة.

### انقلاب 1936
في عام 1936م أصدر جريدة الانقلاب عقب الانقلاب العسكري وبسبب مواقفه المناهضة للانقلاب حُبس لمدة ثلاثة أشهر وأُغلقت الصحيفة، بعد خروجه وسقوط حكومة الانقلاب العسكري أعاد فتح الجريدة باسم الرأي العام، وكانت المقالات التي ينشرها سببًا لإغلاق الصحيفة أكثر من مرة حتى أن الضغوط دفعته للهجرة إلى إيران والعودة بعد فترة.

### مسيرته السياسية
وفي عام 1946م ظهرت في العراق دعوات إلى نشر وترسيخ الديمقراطية وهذا ما شجَّعته حكومة توفيق السويدي التي شُكِّلت في 23 فبراير، عام 1946م، وتأسَّس الحزب الوطني الذي كان الجواهري من الأعضاء المؤسسين له، وأجازت الحكومة للحزب الوطني ممارسة العمل السياسي، وفي 2 أبريل/نيسان من نفس العام اتخذ الحزب من جريدة الرأي العام، ناطقًا رسميًّا له، وبعد فترة نشبت خلافات بين أعضاء الحزب مما أدى بالجواهري إلى تقديم استقالته في أغسطس/آب من عام 1946م، وواصل الجواهري نشاطه السياسي بالإضافة إلى النشاط الصحفي، فقد كان مسؤولًا عن جريدة الرأي العام، وفي عام 1947م انتخب نائبًا في مجلس النواب العراقي واستقال بعد عام واحد لمعارضته معاهدة بورتسموث التي كان شقيقه أحد ضحاياها نتيجة لتعرضه لإطلاق ناري خلال التظاهرات ومقتله متأثرًا بجراحهِ بعد عدة أيام، وبسبب هذهِ الواقعة كتب قصيدتين يرثي فيهما أخيهِ بعنوان «أخي جعفر» و«يوم الشهيد».
وهذا مقتطف من قصيدة «أخي جعفر»:
وأول 8 أبيات من قصيدة «يوم الشهيد»:
وفي عام 1949م كان محمد مهدي الجواهري العربي الجنسية الوحيد الذي حضر مؤتمر أنصار السلام العالمي، الذي أقيم في بولندا وعلى أساسه أُسس مجلس السلم العالمي عام 1950م واختير عضوًا فيه. وفي عام 1956م سافر الجواهري إلى سوريا لتلبية دعوة رسمية إلى حضور الحفل التأبيني السنوي للذكرى الأولى على اغتيال العقيد عدنان المالكي. وفي هذا الحفل ألقى الجواهري مجموعة من الأبيات في الحفل التأبيني اعتبرتها الحكومة العراقية معادية في المضمون وخصوصًا بما يتعلق بحلف بغداد، وجراء ذلك طلب الجواهري اللجوء السياسي في سوريا، وعمل في إدارة تحرير مجلة الجندي التابعة للقوات المسلحة السورية، وبعد عام ونصف رجع الجواهري إلى العراق. فاستدعي من الحكومة في البداية وواجه تهمة المشاركة في محاولة قلب نظام الحكم التي رد عليها مستهزئًا بقولهِ: «ولماذا أشترك مع الآخرين وأنا أستطيع قلب النظام بلساني وشعري» وبعد ساعات، أطلق سراحه.

### الجمهورية العراقية
بعد انتقال العراق من الملكية إلى الجمهورية في 14 يوليو/تموز عام 1958م كان الجواهري من أشد المتحمسين لهذا الانتقال المهم والحساس، وأُطلق عليه في تلك الفترة لقب شاعر الجُمهورية، وأول نقيب للصحفيين في تاريخ العراق، في 7 سبتمبر،/أيلول من عام 1959م ضمن المؤتمر التأسيسي الأول بحضور الزعيم عبد الكريم قاسم. لكن تأزمت علاقة الجواهري بالنظام السياسي مما اضطر لمغادرة العراق إلى لبنان في عام 1961، ومن هناك سافر إلى جمهورية التشيك بدعوة من اتحاد الأدباء، وقدم طلبًا للجوء السياسي.
وبعد انقلاب 8 شباط 1963م سحبت الحكومة العراقية الجنسية العراقية من الجواهري، لرفضه الانقلاب بقيادة عبد السلام عارف، وعاد إلى العراق لاحقًا بعد انقلاب 17 تموز 1968 بدعوة من الحكومة العراقية وأعادت له الجنسية العراقية وقدمت له راتبًا تقاعديًا قَدره 150 دينار كل شهر، وفي أواخر عام 1980م غادر العراق ليستقر في دمشق، وتذكر بعض المصادر أن الجواهري انتقل إلى سوريا في عام 1983م تلبية لدعوة رسمية، وتذكر مصادر أخرى أن الجواهري في  كان يسكن في جمهورية التشيك عام 1980م، يقول الجصاني وهو ابن اخت الجواهري أنه أمضى 30 عامًا في التشيك بعد أول أزمة سياسية بينه وبين الحكومة العراقية وفي آخر عمره كان يتنقل بينها وبين دمشق من حين إلى آخر. وفي تسعينيات القرن الماضي سُحبت الجنسية العراقية منه مجددًا بسبب مشاركته في مهرجان الجنادرية السنوي المقام في المملكة العربية السعودية في عام 1994م.

### سر القبعة
ولطالما أثارت القبعة التي كان يعتمرها الجواهري الجدل واسترعت الانتباه، وذكرت ابنته خيال الجواهري: «أصيب والدي بنزلة برد حين كان يشارك في مؤتمر أدبي في الاتحاد السوفياتي السابق، ونصحه الأطباء بارتداء غطاء رأس لوجود حساسية في رأسه، فلفتت انتباهه قبعة مخملية كانت معروضة في حانوت المستشفى، فارتداها، ومنذ ذلك الحين بقيت تلازمه لحين وفاته، ولم يكن يخلعها حتى أثناء النوم».

### وفاته
توفي فجر يوم الأحد 27 يوليو/تموز 1997م في إحدى مستشفيات العاصمة السورية دمشق، وشُيع بحضور أركان الدولة السياسيين والعسكريين بالإضافة إلى حضور شعبي كبير، ودفن الجواهري في مقبرة الغرباء في منطقة السيدة زينب في دمشق إلى جانب قبر زوجته السيدة أمونة. وعلى قبرهِ نحتت خارطة العراق من حجر الغرانيت مكتوب عليها «يرقد هنا بعيدًا عن دجلة الخير»، في إشارة إلى قصيدتهِ.

## أعماله

### دواوين

#### ديوان الجواهري 1935م
من أحد دواوينه الشهيرة التي كوَّنت قصائده السياسية ظروفًا مختلفة ودوافعَ متضاربة، حاول فيها ربط الحاضر بالماضي أو المستقبل، ولم يتقيد بأن تكون ذات طابع خاص واتجاه معين، من حيث الفكرة أو الموضوع، وإنما صورة صادقة لشتى طوارئ تعاقبت عليه، وحالات تأثر بها، سواء كان مُصيبًا فيها أم مخطئًا، مسيئًا أم محسنًا. وفيها قصائد أخرى روحية تأثر فيها بكثير من الأوضاع وتشرب قسمًا منها، ومن أشهر قصائد هذه: الديوان، و يا دجلة الخير، وفداء لمثواك (آمنت بالحسين)، وتنويمة الجياع، وفداء لقبرك.

## جوائز وأوسمة
- منحت جائزة "سلطان العويس" للجواهري في نسخة استثنائية سُميت "جائزة سلطان العويس للإنجاز الثقافي والأدبي"، التي تم استحداثها خصيصًا للاحتفاء بمنجزه الأدبي. بعد تردد، وافق الجواهري على الترشيح، وتُوِّج بالجائزة في عام 1991، حيث تسلّمها في دبي ربيع 1992، برفقة نجله كفاح. كان سلطان العويس، صاحب الجائزة، من بين الحاضرين في الاحتفال الذي شهد حضور شخصيات ثقافية ورسمية وجمهور كبير. وألقى الجواهري في المناسبة أبيات شعرية، منها: "من الإماراتِ عن شطآن (شارقةٍ) على الخليج تعالى صاعدا قمــرُ".  أما قيمة الجائزة، التي بلغت مئة ألف دولار، فقد قرر الجواهري توزيعها بالكامل على أبنائه وبناته فورًا.
- تسمية مدينة جديدة بالعراق باسم مدينة الجواهري (ديسمبر2023)[9]

## من قصائده
للشاعر الجواهري عدد كبير من القصائد نذكر منها:

### عينية الجواهري
قصيدة عينيّة الجّواهري تعد من عيون الشعر العربي الحديث وأهم القصائد التي قيلت في الحسين ومن أجمل القصائد العمودية وقد كتبت بماء الذهب في مرقد الإمام الحسين بن علي
مطلع القصيدة:
| محمد مهدي الجواهري | فِداءً لمثواكَ مِن مَضْجَعِ *** تَنَوَّرَ بالأبلَج الأروَعِ بأعبقَ من نَفحاتِ الجِنانِ *** رَوحًا، ومن مِسكِها أضوعِ | محمد مهدي الجواهري |

أما أجمل أبياتها[وفقًا لِمَن؟]:
| محمد مهدي الجواهري | كأنَّ يدًا من وراءِ الضريحِ *** حمراءَ مَبتُورَةَ الإِصْبَع تَمُدُّ إلى عالمٍ بالخُنوعِ *** والضيمِ ذي شَرقٍ مُتْرَع تَخبَّطَ في غابةٍ أطبَقَت ***على مُذئبٍ منه أو مُسْبِع | محمد مهدي الجواهري |

### يا دجلة الخير
من أجمل القصائد التي قالها الشاعر في الحنين للوطن والاشتياق له، يلمس في هذه الأبيات المتلاحمة شوق الجواهري إلى وطنه، إلى دجلته، وإلى ضفافها واصطفاق أمواجها.
مطلع هذه القصيدة:
| محمد مهدي الجواهري | حـييتُ سـفحكِ عن بعدٍ فحَييني *** يـادجلة الـخير، يـا أمَّ البساتين حـييتُ سـفحَك ظـمآنًا ألوذ به *** لـوذ الـحمائِم بـين الـماءِ والطين | محمد مهدي الجواهري |

أما أجمل أبياتها فهي قوله:
| محمد مهدي الجواهري | إنـي وردتُ عُـيون الـماءِ صـافية *** نَـبعًا فـنبعًا فـما كـانت لتَرْويني وأنـت يـا قاربًا تَـلوي الرياحُ بهِ *** لـيَّ الـنسائِم أطـراف الأفـانينِ | محمد مهدي الجواهري |

ويقول الجواهري في مجاهرة الطغاة:
| محمد مهدي الجواهري | قبل أن تبكي النبوغ المضاعا *** سبّ من جرّ هذه الأوضاعا سبّ من شاء أن تموت وأمثا *** لك همّا وأن تروحوا ضياعا سبّ من شاء أن تعيش فلولٌ *** حيث أهل البلاد تقضي جياعا خبروني بأن عيشة قومي *** لاتساوي حذاءك اللماعا | محمد مهدي الجواهري |

## أهم المؤلفات
- حلبة الأدب.
- جناية الروس والإنجليز في إيران.(ترجمة عن الفارسية)
- بين العاطفة والشعور
- ديوان الجواهري.
- ديوان الجواهري (مجلدان).
- بريد الغربة.
- الجواهري في العيون من أشعاره.
- بريد العودة
- أيها الأرق.
- خلجات.
- ذكرياتي (3 أجزاء).
- الجمهرة (مختارات من الشعر العربي).

## بيته
سكن الجواهري في بغداد حي القادسية، وفي 2018م، حوّلت أمانة بغداد بيته إلى متحف و مركز ثقافي اسمه بيت الجواهري.

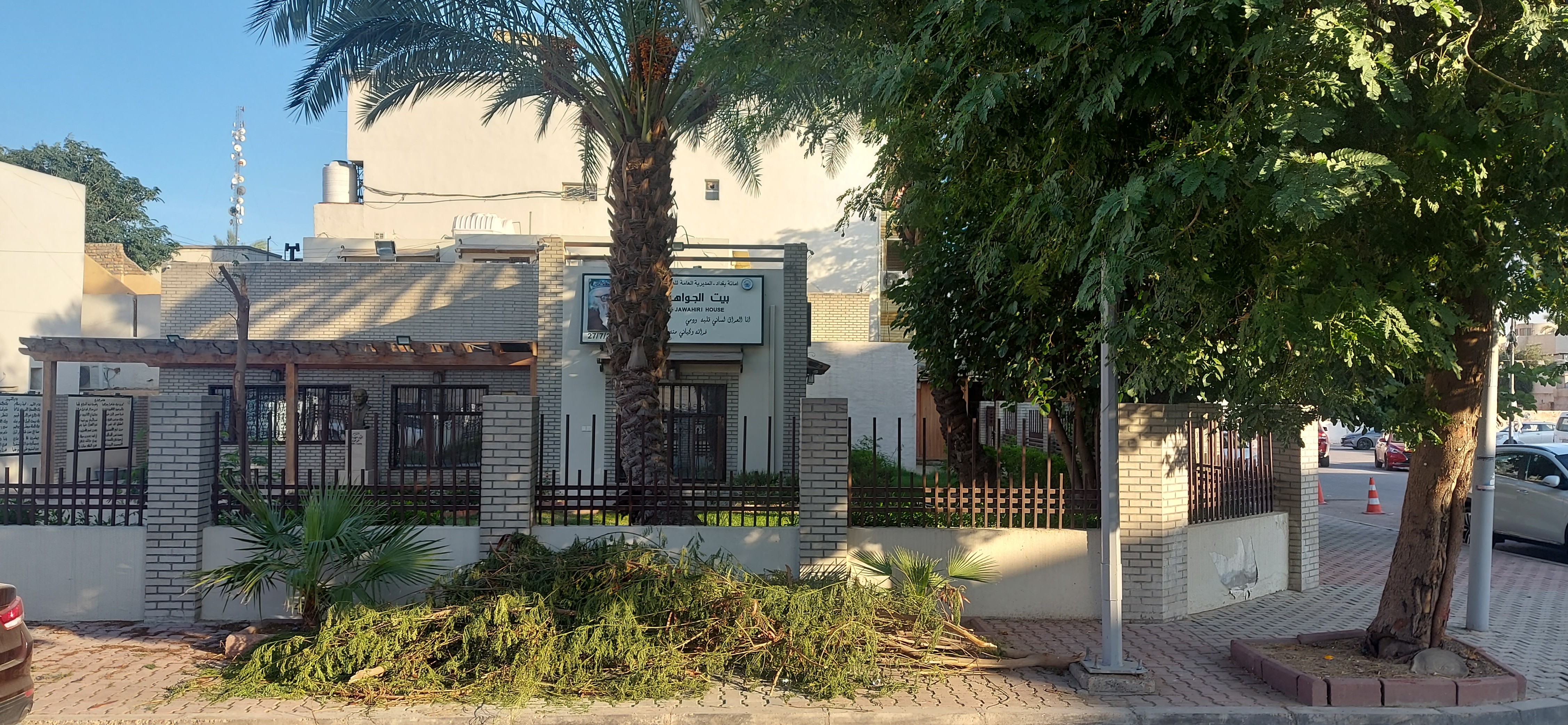

## وصلات خارجية
- محمد مهدي الجواهري على موقع أرشيف الشارخ.
- موقع: مركز الجواهري - الجمهورية التشيكية نسخة محفوظة 12 أغسطس 2021 على موقع واي باك مشين.
- نبذة عن الجواهري وبعض قصائده من موقع الكتاب العرب
- [ماجد الحيدر] - بين المتنبي والجواهري
- جوجل يحتفل بذكرى ميلاد الجواهري
- عندما بكى الجواهري على يوتيوب

| سبقه منصب مستحدث | الأمين العام الأول للاتحاد العام للأدباء والكتاب في العراق 1959 - 1973 | تبعه هلال ناجي |